# Stasys Vainoras
Stasys Vainoras (* 20. Dezember 1966 in Skuodas) ist ein litauischer Politiker.

## Leben
Nach dem Abitur 1985 an der Mittelschule Bartuva absolvierte er 1992 das Studium der Mathematik-Informatik an der Vilniaus pedagoginis universitetas und 2009 das Masterstudium der Verwaltung an der Kauno technologijos universitetas.
1992 arbeitete er als Lehrer und 1999 bei AB „Lietuvos žemės ūkio bankas“ in Skuodas. Seit 2007 ist er Bürgermeister der Rajongemeinde Skuodas.
Ab 1996 war er Mitglied der Lietuvos centro sąjunga, ab 2003 der Liberalų ir centro sąjunga, ab 2006 der Lietuvos Respublikos liberalų sąjūdis.
Er ist verheiratet. Mit Frau Laima hat er den Sohn Paulius und die Tochter Milda. 

## Quelle
- 2008 m. Lietuvos Respublikos Seimo rinkimai - Lietuvos Respublikos liberalų sąjūdis - Iškelti kandidatai (Memento vom 17. Mai 2013 im Internet Archive)

| Personendaten    | Personendaten         |
| ---------------- | --------------------- |
| NAME             | Vainoras, Stasys      |
| KURZBESCHREIBUNG | litauischer Politiker |
| GEBURTSDATUM     | 20. Dezember 1966     |
| GEBURTSORT       | Skuodas               |